# アシッド・テクノ
アシッド・テクノ（Acid techno）はアシッド・ハウスから着想を得て、1990年代初期のヨーロッパで発展した音楽ジャンル。アシッド・ハウスの「ビチャビチャとした（squelch）」音を、よりハードなテクノに適用した。

## 特徴
ドイツのトランス、アメリカから輸入されたアシッド・ハウスのレコード、ベルギーのレイブミュージック、ハードコアテクノなどの影響を受け、特にTB-303ベースシンセサイザーのレゾナンスおよびカットオフ周波数パラメーターを操作することによって得られる「ビチャビチャとした（squelch）」音が特徴である。

## 主なアーティスト
- Aphex Twin[1]
- Dave Clarke (en)[1]
- D.A.V.E. The Drummer[2]
- DDR & The Geezer[2]
- Liberator DJs[2]
- Richie Hawtin (Plastikman)[1]